# Brooklyn (film)
Brooklyn – brytyjsko-irlandzko-kanadyjski melodramat z 2015 roku, w reżyserii Johna Crowleya. Adaptacja powieści pod tym samym tytułem pióra Colma Tóibína. Zdjęcia kręcono w Dublinie, Enniscorthy, Nowym Jorku i Montrealu.
Światowa premiera filmu mała miejsce 26 stycznia 2015 roku, podczas 2015 Sundance Film Festival. Następnie film został zaprezentowany podczas 40. Międzynarodowej Festiwalu Filmowego w Toronto w dniu 13 września 2015. 
Polska premiera filmu nastąpiła w ramach 23. Międzynarodowego Festiwalu Sztuki Autorów Zdjęć Filmowych Camerimage w Bydgoszczy w dniu 15 listopada 2015. Do ogólnopolskiej dystrybucji kinowej film trafi wraz z dniem 19 lutego 2016 r.

## Obsada
- Saoirse Ronan jako Eilis Lacey
- Emory Cohen jako Anthony „Tony” Fiorello
- Domhnall Gleeson jako Jim Farrell
- Jim Broadbent jako ojciec Flood
- Julie Walters jako Madge Kehoe
- Bríd Brennan jako panna Kelly
- Jane Brennan jako pani Lacey
- Fiona Glascott jako Rose Lacey
- Jessica Paré jako panna Fortini
- Eileen O’Higgins jako Nancy
- Jenn Murray jako Dolores Grace

## Nagrody i nominacje
88. ceremonia wręczenia Oscarów
- nominacja: najlepszy film − Finola Dwyer i Amanda Posey
- nominacja: najlepszy scenariusz adaptowany − Nick Hornby
- nominacja: najlepsza aktorka pierwszoplanowa − Saoirse Ronan

73. ceremonia wręczenia Złotych Globów
- nominacja: najlepsza aktorka w filmie dramatycznym − Saoirse Ronan

69. ceremonia wręczenia nagród Brytyjskiej Akademii Filmowej
- nagroda: najlepszy film brytyjski
- nominacja: najlepsza aktorka pierwszoplanowa − Saoirse Ronan
- nominacja: najlepsza aktorka drugoplanowa − Julie Walters
- nominacja: najlepszy scenariusz adaptowany − Nick Hornby
- nominacja: najlepsze kostiumy − Odile Dicks-Mireaux
- nominacja: najlepsza charakteryzacja i dźwięk − Morna Ferguson i Lorraine Glynn

22. ceremonia wręczenia nagród Gildii Aktorów Ekranowych
- nominacja: wybitny występ aktorki w roli pierwszoplanowej − Saoirse Ronan

20. ceremonia wręczenia Satelitów
- nagroda: najlepsza aktorka filmowa − Saoirse Ronan
- nominacja: najlepszy film roku